# Kanton Bernay
Bernay-Ouest is een kanton van het Franse departement Eure. Het kanton maakt deel uit van het arrondissement Bernay.

## Geschiedenis
Op 22 maart 2015 werden de kantons van Bernay en het kanton Beaumesnil opgeheven en werden de gemeenten samengevoegd in tot één kanton. Het kanton telde aanvankelijk 34 gemeenten: Bernay, 8 van elk van de beide voormalige kantons van Bernay, de 16 van het voormalige kanton Beaumesnil, en telkens een van de kantons Val-de-Reuil en Saint-André-de-l'Eure.

Op 1 januari 2016 fuseerden de gemeenten van dit voormalige kanton, met uitzondering van de gemeente Le Noyer-en-Ouche, tot de huidige gemeente Mesnil-en-Ouche.

Op 1 januari 2016 fuseerden de gemeenten Carsix, Fontaine-la-Soret, Nassandres en Perriers-la-Campagne ( waarvan enkel Carsix uit het kanton Bernay), tot de huidige gemeente Nassandres sur Risle. Deze fusiegemeente werd bij decreet van 5 maart 2020 volledig toegewezen aan het kanton Brionne.

Op 1 januari 2019 fuseerden de gemeenten Saint-Aubin-le-Vertueux, Saint-Clair-d'Arcey en Saint-Quentin-des-Isles (uit het kanton Breteuil), tot de huidige gemeente Treis-Sants-en-Ouche. Deze fusiegemeente werd bij decreet van 5 maart 2020 volledig toegewezen aan het kanton Bernay.

## Gemeenten
Het kanton Bernay omvat sindsdien volgende 17 gemeenten:
- Bernay (hoofdplaats)
- Caorches-Saint-Nicolas
- Corneville-la-Fouquetière
- Courbépine
- Fontaine-l'Abbé
- Malouy
- Menneval
- Mesnil-en-Ouche
- Le Noyer-en-Ouche
- Plainville
- Plasnes
- Saint-Léger-de-Rôtes
- Saint-Martin-du-Tilleul
- Saint-Victor-de-Chrétienville
- Serquigny
- Treis-Sants-en-Ouche
- Valailles